# Guillaume Dunand
Guillaume Dunand (4 de julio de 1987) es un deportista francés que compitió en ciclismo en la modalidad de trials, ganador de una medalla de bronce en el Campeonato Europeo de Ciclismo de Montaña de 2012.

## Palmarés internacional
| Campeonato Europeo | Campeonato Europeo  | Campeonato Europeo | Campeonato Europeo |
| Año                | Lugar               | Medalla            | Competición        |
| ------------------ | ------------------- | ------------------ | ------------------ |
| 2012               | Weilrod ( Alemania) | Medalla de bronce  | Trials 26″         |